# Seabed Constructor
Le Seabed Constructor est un navire de ravitaillement offshore polyvalent et navire océanographique norvégien appartenant à la Swire Seabed  et loué depuis décembre 2016 à la société britannique de sondage hydrographique Ocean Infinity, basée à Houston, au Texas, aux États-Unis.

## Histoire
Connu auparavant sous le nom d' Olympic Athen et à l'origine de Olympic Boa , le navire a été mis à l'eau en 2013 et est immatriculé en Norvège. Le navire est conçu pour effectuer des relevés géophysiques et géotechniques du fond marin, soutenir la construction ou la démolition de structures sous-marines, effectuer des opérations de creusement de tranchée et d'excavation et servir de plate-forme de ROV pour les véhicules sous-marins autonomes et les véhicules de surface non habités de la société.

## Missions
Le Seabed Constructor a participé à la recherche du vol 370 Malaysia Airlines. Il a été exploité par Ocean Infinity sur un contrat de recherche de 90 jours pour l’avion manquant. La mission s'est terminée sans succès à la mi-juin 2018. 
Le Seabed Constructor a ensuite été engagé par la marine argentine pour le naufrage de l'ARA San Juan. Le 17 novembre 2018, Seabed Constructor a retrouvé le San Juan un an et deux jours après la disparition du sous-marin. Le sous-marin repose sur le fond marin à une profondeur de 920 mètres (3 020 pieds) sous le niveau de la mer.
Le 22 juillet 2019, le gouvernement français a annoncé que des drones lancés par le Seabed Constructor avaient retrouvé le sous-marin français Minerve , perdu en mer en 1968.
Le 4 décembre 2019, après trois jours de recherches sous-marines, une mission menée par l'archéologue marin Mensun Bound (en) a annoncé avoir retrouvé l'épave du croiseur cuirassé SMS Scharnhorst de la Marine impériale allemande, coulé le 8 décembre 1914 au sud-est des Îles Malouines. L'expédition a utilisé un équipement de recherche sous-marine à la pointe de la technologie, à partir du Seabed Constructor. L'opération a impliqué le déploiement de quatre robots sous-marins autonomes (AUV), explorant une zone de recherche d’environ 4 500 km2 de fonds marins. La zone de recherche a été méthodiquement fouillée avec un sonar à balayage latéral et un sondeur multifaisceaux. L'épave a été localisée à environ 181 km de Port Stanley, par 1 610 mètres de profondeur,.